# Nonne (sommerfugl)
Nonne (Lymantria monacha) er en natsværmer af familien Penselspindere i ordenen Lepidoptera.